# Kjerringa, Antarktis (berg)
Kjerringa är ett berg i Antarktis. Det ligger i Östantarktis. Australien gör anspråk på området. Toppen på Kjerringa är 1 220 meter över havet.
Terrängen runt Kjerringa är lite kuperad. Trakten är obefolkad. Det finns inga samhällen i närheten.